# Storch (Wappentier)
Der Storch ist ein Wappentier in der Heraldik. Er hat neben dem Kranich einen eigenen Platz als seltene gemeine Figur. 

Doppelköpfiger Storch im Wappen von Bessenbach

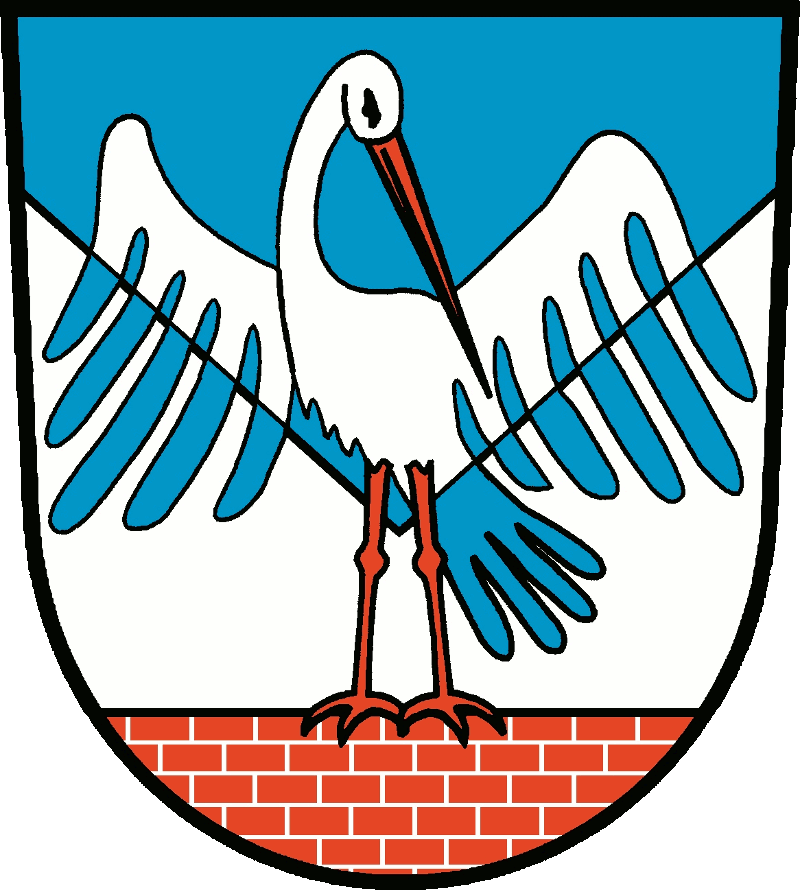
Storch in verwechselten Farben im Wappen des Amtes Gramzow

Storch im Wappen von Storkow (Mark)

Storch im Wappen von Bergenhusen

Storchenkopf im Wappen von Vierkirchen

Storch mit Schlange im Wappen von Den Haag

Zur Unterscheidung vom Storch hält der Kranich oft einen Stein oder Kugel mit einem Bein. Im Wappen wird der Storch stehend dargestellt. Schnabel und die Beine werden häufig rot gefärbt (tingiert). Da der Weißstorch als Vorlage für das Wappentier gilt, sind die Flügeldecken auch schwarz. Bei anderer Tingierung und abstehender Feder am Kopf (Kranich oder Reiher) sollte beachtet werden, dass es sich hier oft um keinen Storch handelt. Die Hauptblickrichtung ist nach heraldisch rechts. Das Tier steht in vielen Wappen auf dem linken Bein. Das rechte Bein ist dann nach vorn zeigend, angewinkelt. Der Wappenstorch wird auch fliegend oder flugbereit gezeigt. Im Schnabel hält der Storch in einigen Wappen einen Frosch oder eine Schlange. Eine Ausnahme stellt das Wappen der oberbayrischen Gemeinde Vierkirchen dar: dieses zeigt lediglich Kopf und Hals des Storchen.
- Als Glücksbringer, Frühlingsbote und Namensgeber ist er für redende Wappen der Familien mit Namen Storch wie geschaffen.
- Auch der Name Adebar für den Storch war für das pommersche gleichnamige Adelsgeschlecht die Möglichkeit, ein redendes Wappen zu führen. Hier war der Storch im Schild und Oberwappen.[1]
- Geredet wird ebenfalls im oberfränkischen Schnabelwaid.
- Doppelköpfig ist der Storch im Wappen von Bessenbach, in Karnitz werden zwei Tiere über einem Grab dargestellt und das Lemrader Wappen zeigt das Tier auffliegend.
- Das kroatische Dorf Čigoć [ˈtʃiɡɔtɕ] liegt im Naturpark Lonjsko Polje in der Gespanschaft Sisak-Moslavina, ist besonders für seine große Storchenpopulation bekannt und wurde 1994 zum Europäischen Storchendorf gekürt. Der slowenischen Gemeinde Velika Polana wurde 1999 von der Stiftung Euronatur ebenfalls der Titel Europäisches Dorf der Störche verliehen. Seit dem 17. Februar 2005 ist im neuen Wappen der Gemeinde ein Storch abgebildet.

Der Weißstorch ist außerdem das Symboltier des Elsasses.